# 131 (álbum)
131 es el cuarto álbum de estudio de la banda estadounidense de rock alternativo Emarosa. Fue lanzado el 8 de julio de 2016 a través de Hopeless Records y fue producido por Casey Bates. Es el primer álbum de la banda que se lanza con este sello. También es el último álbum que presenta al teclista fundador Jordan Stewart y el primero que presenta al guitarrista rítmico Matthew Marcellus, quien ha estado de gira con la banda desde 2014. La imagen de la escultura que aparece en la portada del álbum y también en otros productos para promocionar el álbum es realizado por la artista Beth Cavener.
131 muestra a Emarosa completando el paso al rock alternativo que comenzaron con Versus dos años antes, cuando Bradley Walden se unió como líder y cocompositor. Ninguno de los estilos post-hardcore originales de la banda está presente aquí.

## Lista de canciones
| N.º | Título                                        | Duración |  |
| 1.  | «Hurt»                                        | 2:52     |  |
| 2.  | «One Car Garage»                              | 3:23     |  |
| 3.  | «Sure»                                        | 3:54     |  |
| 4.  | «Miracle»                                     | 3:47     |  |
| 5.  | «Cloud 9»                                     | 3:35     |  |
| 6.  | «Helpless»                                    | 3:24     |  |
| 7.  | «Porcelain»                                   | 4:30     |  |
| 8.  | «Never» (con Amy Meeko)                       | 2:42     |  |
| 9.  | «Young Lonely» (con Jason Vena de Acceptance) | 3:17     |  |
| 10. | «Blue»                                        | 2:43     |  |
| 11. | «Re»                                          | 5:29     |  |

## Posicionamiento en lista
| Lista (2016)                        | Posición |
| ----------------------------------- | -------- |
| Estados Unidos (Billboard 200)      | 132      |
| Estados Unidos (Independent Albums) | 7        |

## Personal
Emarosa
- Bradley Walden - voz principal
- ER White – guitarra
- Matthew Marcellus – guitarra rítmica
- Jordan Stewart – teclado

Músicos adicionales
- Ryan Kienle - bajo
- Connor Denis - batería
- Amy Meeko: voz (pista 8).
- Jason Vena: voz (pista 9).